# Kıranboğaz, Ladik
Kıranboğaz là một xã thuộc huyện Ladik, tỉnh Samsun, Thổ Nhĩ Kỳ. Dân số thời điểm năm 2010 là 153 người.